# Philip de Koninck

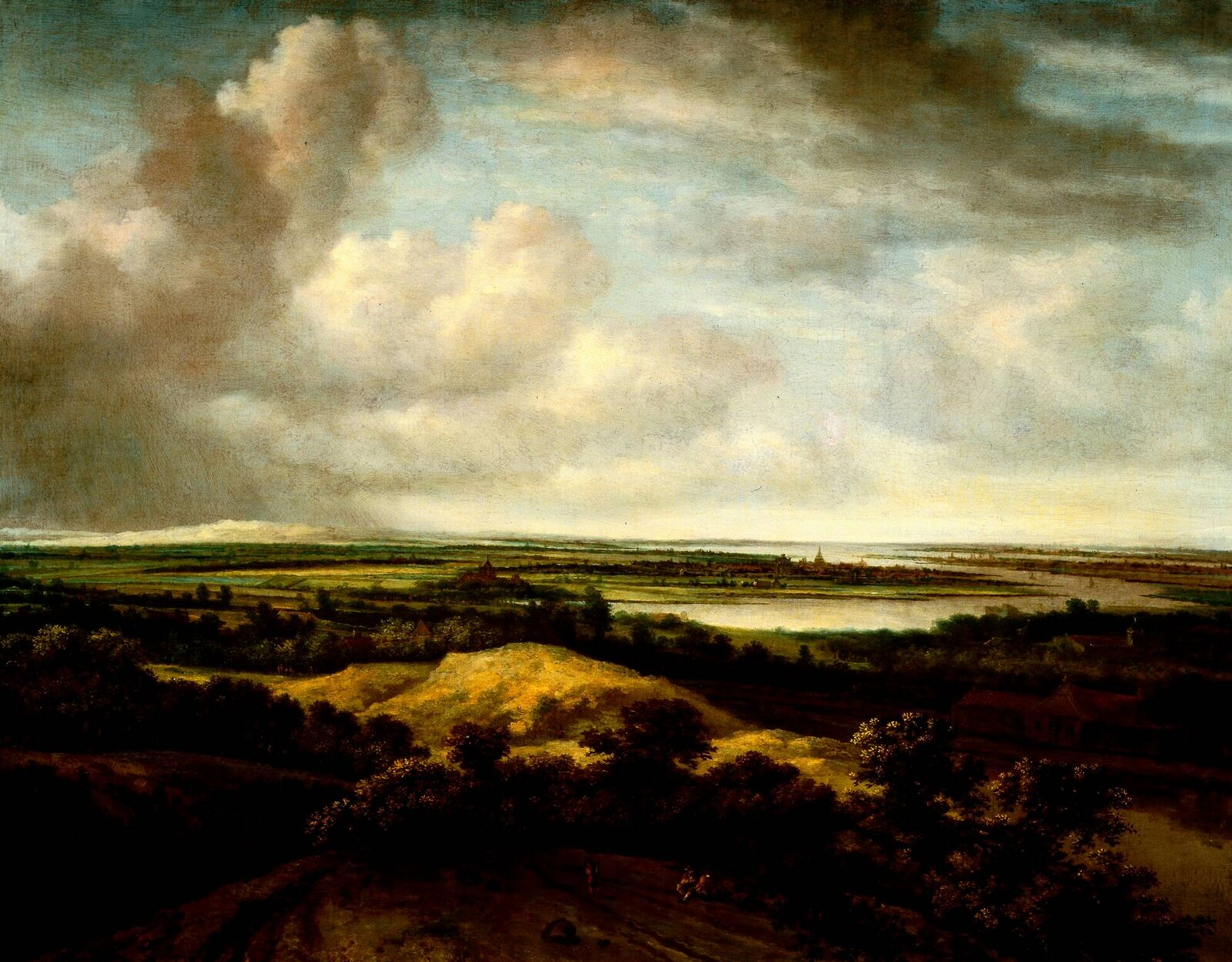
Paisatge fluvial, quadre de Philip de Koninck en el Museu Boymans Van Beuningen.

Philip de Koninck, també conegut com a Philips Koninck (Ámsterdam, 5 de novembre de 1619 – Ámsterdam, 4 d'octubre de 1688) va ser un pintor paisatgista holandès del Barroc.

## Biografia
Fill de l'orfebre Aert de Koninck, va estudiar pintura juntament amb el seu germà gran Jacob aproximadament entre 1637 i 1640. Posteriorment va prosperar com a home de negocis, abandonant la seva producció pictòrica el 1676.
Va ser deixeble de Rembrandt, la influència del qual es pot apreciar en gran part de la seva obra. Encara que va pintar alguns retrats, la seva obra consisteix principalment en paisatges. Aquests paisatges solen ser bastant assolellats, amb un punt de vista alt i en els quals el cel ocupa una part important de l'obra.
Diversos dels seus treballs s'han atribuït erròniament a Rembrandt i encara més sovint al seu familiar Salomon de Koninck (1609-1656), també deixeble de Rembrandt, i que va ser autor principalment de retrats i escenes bíbliques. Sovint se'l confon també amb David Koninck (1636?-1687?), també conegut com a Rammelaar.